# Alopecosa fuerteventurensis
Alopecosa fuerteventurensis este o specie de păianjeni din genul Alopecosa, familia Lycosidae, descrisă de Jörg Wunderlich în anul 1992.
Este endemică în Insulele Canare. Conform Catalogue of Life specia Alopecosa fuerteventurensis nu are subspecii cunoscute.